# Clotilde Courau
Clotilde Marie Pascale Courau (* 3. dubna 1969) je francouzská herečka. Narodila se do římskokatolické rodiny a svou kariéru filmové herečky zahájila počátkem devadesátých let. V roce 2003 se provdala za prince Emanuela Filiberta Savojského, s nímž má dvě dcery. Roku 2000 získala cenu Romy Schneider. Několikrát byla neúspěšně nominována na Césara. Ve většině filmů hrála menší role, v hlavní roli se představila například ve snímku Hluboko v lesích.

## Filmografie
- Malý kriminálník (1990)
- Mapa lidského srdce (1992)
- Dobrodružství létající okurky (1993)
- Volavka (1995)
- Elisa (1995)
- Velká cesta (1996)
- Posedlost (2000)
- Hluboko v lesích (2000)
- Nový Jean-Claude (2002)
- Líbejte se, s kým je libo (2002)
- Jak řeknete, pane (2002)
- Dáma s kaméliemi (2005)
- Edith Piaf (2007)
- Všechna tvoje slunce (2011)
- Babysitting (2014)
- L'Ombre des femmes (2015)
- Eva a Leon (2015)
- Le Ciel attendra (2016)
- L'incident (2017)
- La Fête des mères (2018)